# Grabriela Rocha
Grabriela Pedro da Rocha (ur. 21 sierpnia 1999) – brazylijska zapaśniczka walcząca w stylu wolnym. Zajęła dziewiętnaste miejsce na mistrzostwach świata w 2022 roku.
Brązowa medalistka mistrzostw panamerykańskich w 2019, 2021 i 2022, a także mistrzostw juniorów w 2018. Mistrzyni Ameryki Południowej w 2019. Trzecia na akademickich MŚ w 2018, a także na MŚ wojskowych w 2023 roku.